# Bitwa pod Arretium
Bitwa pod Arretium – starcie zbrojne między Rzymianami i Senonami, które miało miejsce w Etrurii w roku 284 p.n.e. lub 283 p.n.e.
Według greckiego historyka Polibiusza, 10 lat po bitwie pod Sentinum Galowie oblegli Arretium. Przeciwko nim została wysłana armia rzymska pod wodzą Lucjusza Cecyliusza Metellusa Dentera. Rzymianie ponieśli klęskę, w starciu zginął Lucjusz Cecyliusz Metellus Denter wraz z większością żołnierzy. Według chrześcijańskiego historyka Pawła Orozjusza w bitwie wraz z Galami brali również udział Etruskowie, a po stronie rzymskiej miało zginąć 13 tysięcy żołnierzy, w tym dowódca i siedmiu trybunów.